# Người mẫu (phim truyền hình năm 1997)
Người mẫu (tiếng Hàn: 모델; Romaja: Mo-del, tựa tiếng Anh: Model) là một bộ phim truyền hình Hàn Quốc dài 36 tập do SBS sản xuất năm 1997 với sự tham gia của các diễn viên Kim Nam-joo, Han Jae-suk, Jang Dong-gun và Yum Jung-ah. Phim được phát sóng trên SBS từ ngày 9 tháng 4 đến ngày 7 tháng 8 năm 1997 vào 21:41 Thứ Tư và Thứ 5 hàng tuần.
Jang Hyuk và So Ji-sub lần đầu tiên tham gia đóng phim truyền hình trong phim Người mẫu. Người mẫu cũng đã được phát sóng trên Đài Truyền hình Việt Nam sau đó.

## Nội dung chính
Song Kyung-rin là một nhà thiết kế thời trang, nhưng sau khi siêu mẫu nam Jo Won-joon từ chối hợp tác với cô, cô quyết định chính mình trở thành người mẫu. Lee Jung vừa từ Mỹ trở lại Hàn Quốc và cũng quan tâm đến sự nghiệp người mẫu. Số phận run rủi, Jung giúp đỡ Kyung-rin và họ yêu nhau. Nhưng phía sau việc Jung trở về Hàn Quốc là một bí mật đen tối, thâm sâu và một kế hoạch báo thù.

## Phân vai
- Kim Nam-joo trong vai Song Kyung-rin[3][4]
- Han Jae-suk trong vai Jo Won-joon
- Jang Dong-gun trong vai Lee Jung
- Yum Jung-ah trong vai Park Soo-ah
- Lee Young-beom trong vai Soo-ah's husband
- Song Seon-mi trong vai Kim Yi-joo
- Lee Sun-jin trong vai Na Pil-soon
- Jun Kwang-ryul trong vai Yoo Jang-hyuk
- So Ji-sub trong vai Song Kyung-chul
- Jang Hyuk trong vai Joon-ho
- Jung Dong-hwan
- Chun Ho-jin trong vai Jo Tae-sik
- Ha Yoo-mi
- Yoon Young-joon
- Yoo Hye-ri
- Kim Yong-sun
- Seo Bum-shik